# James Boswell

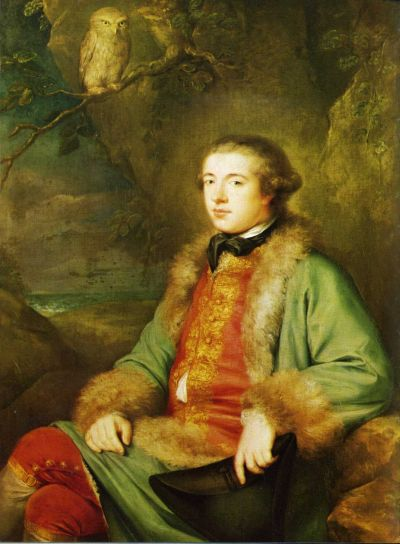
James Boswell da un ritratto del 1765 del pittore George Willison National Gallery of Scotland.

Carta geografica tratta da Account of Corsica, 1768. Da BEIC, biblioteca digitale

James Boswell, 9th Laird of Auchinleck (Edimburgo, 29 ottobre 1740 – Londra, 19 maggio 1795), è stato uno scrittore, giurista e aforista scozzese.

## Biografia
Figlio di un giudice scozzese, fu indirizzato agli studi in legge e svolse l'avvocatura dapprima in Scozia e poi in Inghilterra.
Dopo un viaggio europeo decise di stabilirsi in Scozia, dove si sposò ed ebbe due figli. 
Intervistò vari personaggi, da Voltaire e Rousseau (col quale ebbe un vivace scambio di battute), a Pasquale Paoli, e proprio quest'ultimo lo ispirò per Un resoconto dalla Corsica pubblicato nel 1768 e che gli diede notorietà a livello europeo.
È conosciuto soprattutto per la sua biografia di Samuel Johnson (Vita di Samuel Johnson) pubblicata nel 1791. Il suo nome è passato nella lingua inglese ad indicare un fedele compagno ed osservatore (Boswell, Boswelliano, Boswellismo). L'opera raccoglie dati, informazioni, eventi, idee ed emozioni del protagonista espressi nella forma insolita del dialogo. Attraverso l'indagine acuta del protagonista, Boswell apre al lettore la porta della società inglese del Settecento.
Dal 1777 al 1783 scrisse una settantina di saggi per il London Magazine di notevole importanza non solo per la qualità artistica e autobiografica, ma anche dal punto di vista medico, per la descrizione delle crisi depressive ed ipocondriache dell'autore.
Boswell era anche noto per la sua vita libertina che gli fece contrarre diverse malattie veneree, e la sua opposizione all'abolizione della schiavitù dei neri, dopo un iniziale sostegno. Come avvocato contribuì a salvare dalla pena di morte la brigante Mary Bryant che era evasa col marito e altri prigionieri dalla colonia penale australiana dove era finita per furto, facendole anche assegnare una piccola pensione di sostegno.
Nel 1785 pubblicò il Diario di un viaggio alle Ebridi, resoconto del viaggio svolto assieme al Dr. Johnson.
Boswell è anche ricordato per i dettagliati e sinceri diari che scrisse per lunghi periodi della sua vita, e che rimasero inediti fino agli anni venti del XX secolo. Questi includevano voluminose note sul grand tour d'Europa che egli compì da giovane e sul giro della Scozia insieme a Johnson. Il suo diario registra anche le sue conversazioni con eminenti personalità del The Club, che includono Lord Monboddo, David Garrick, Edmund Burke, Joshua Reynolds e Oliver Goldsmith.

## Opere principali
- The Cub at Newmarket, 1762.
- Letters Between the Honourable Andrew Erskine, and James Boswell, Esq., 1763.
- Dorando, a Spanish Tale, 1767.
- Viaggio in Corsica (Account of Corsica), 1768.
- The Rampager, 1770-1782.
- The Hypochondriac, 1777-1783.
- Lettera al popolo di Scozia (Letter to the People of Scotland), 1785.
- Diario di un viaggio alle Ebridi (The Journal of a Tour to the Hebrides), 1785.
- Vita di Samuel Johnson (The Life of Samuel Johnson), 1791.
- No Abolition of Slavery, 1791.